# Will Wright
William Ralph Wright, Jr. (Atlanta, Georgia, 20 de enero de 1960) es un diseñador de videojuegos estadounidense y cofundador de la empresa Maxis, luego propiedad de Electronic Arts (EA). Es mayormente conocido como el diseñador original de tres conocidos videojuegos: SimCity, Spore y Los Sims, uno de los videojuegos de PC más vendidos de toda la historia.

## Biografía
Will Wright nació en Atlanta, Georgia. Sus padres fueron Bill Wright Sr. y Beverlye Wright Edwards. Fue educado en la escuela local "Montessori School". Él admitió haberse inspirado en ciertas vivencias y elementos de la escuela para crear SimCity. Cuando tenía 9 años, su padre murió de leucemia. Realizó sus estudios secundarios en la Episcopal High School, universitarios en la Universidad de Luisiana y en el Tecnológico del mismo estado.

## Carrera
Will Wright logró ser el primero en pensar que los videojuegos son escenarios donde los sims deben ganar o perder su dinero, su casa; como por ejemplo ocurre en SimCity 4, donde quien juega debe controlar la situación de sus sims y la distribución de edificios. El concepto de sus videojuegos radica en que pueden ser utilizados por cualquier persona.
Cabe destacar Los Sims, el juego de PC más vendido de la historia y su secuela Los Sims 2, que solían ocupar las listas de juegos más vendidos en los principales países consumidores de videojuegos.
Una de sus últimas creaciones es Spore, donde se nos permite manejar los seres de una civilización desde el comienzo unicelular de la misma, la expansión hacia la tierra, la era tribal de nuestra civilización, construcción de las primeras ciudades, el desarrollo tecnológico y, por último, la conquista de otros mundos en otros sistemas solares cuando hayamos sido capaces de pasar por las demás etapas con éxito.
En abril de 2009 Wright dejó Maxis para dedicarse a una nueva aventura: Stupid Fun Club, una empresa fábrica de ideas que explorará nuevas formas de entretenimiento para el futuro que se acerca: videojuegos, series de televisión, chats en línea, etc.

### Premios
Wright recibió el premio a la trayectoria en la primera edición del Game Developers Choice Awards, en donde su juego The Sims fue galardonado juego del año en 2001. En 2002, se convirtió en la quinta persona incluida en el Salón de la Fama de la Academia de las Artes Interactivas y las Ciencias. En 2007, la Academia Británica de Cine y Televisión (BAFTA) le otorgó un premio por su labor creativo, reconociendo el enorme impacto de los videojuegos en la cultura popular y su enorme contribución al conjunto de la forma de arte de la imagen en movimiento. Este premio se ha reservado para los notables del cine y la televisión, como Alfred Hitchcock, Charlie Chaplin, y Steven Spielberg, pero en esta ocasión es la primera vez que se lo entrega a un diseñador de videojuegos.
Se le ha considerado una de las personas más importantes en la industria de los videojuegos, la tecnología y el entretenimiento por publicaciones como Entertainment Weekly, Time, PC Gamer, Discover y GameSpy. Wright también fue galardonado con el PC Magazine Lifetime Achievement Award en enero de 2005.

## Juegos creados
- Raid on Bungeling Bay (1984)
- SimCity (1989)
- SimEarth (1990)
- SimAnt (1991)
- SimLife (1992)
- SimCity 2000 (1993)
- SimFarm (1993)
- SimCopter (1996)
- SimCity 3000 (1999)
- The Sims (2000)
- SimGolf (2002)
- The Sims Online (2002)
- The Sims 2 (2004)
- Spore (2008)
- The Sims 3 (2009) - Participó en la fase temprana de desarrollo y luego dejó la empresa